# Vinzelles (Saône-et-Loire)
Vinzelles település Franciaországban, Saône-et-Loire megyében. Lakosainak száma 762 fő (2022. január 1.). Vinzelles Mâcon, Chaintré, Fuissé és Varennes-lès-Mâcon községekkel határos.

## Népesség
A település népessége az elmúlt években az alábbi módon változott:
| Lakosok száma | 720  | 703  | 717  | 702  | 710  | 718  | 732  | 747  | 762  |
|               | 2013 | 2015 | 2016 | 2017 | 2018 | 2019 | 2020 | 2021 | 2022 |